# كارل جوسيف رومر
كارل جوسيف رومر (و. 1932  م) هو كاهن كاثوليكي سويسري.

## مناصب
تولى منصب أسقف كاثوليكي (منذ 12 ديسمبر 1975)
- أسقف عنواني  [لغات أخرى]‏
- أسقف مساعد  [لغات أخرى]‏[1]

.

## التعليم
تعلم في الجامعة الغريغورية الحبرية
.